# حسین‌آباد (کوزران)
حسین‌آباد یک منطقهٔ مسکونی در ایران است که در دهستان سنجابی واقع شده‌است. حسین‌آباد ۹۱ نفر جمعیت دارد.